# تیم آرمسترانگ
تیم آرمسترانگ رییس هیئت مدیره و مدیر عامل اجرایی شرکت ای اوال می‌باشد .